# Did I make it?
『Did I make it?』（ディド・アイ・メイク・イット）は、CANTAの10枚目のオリジナル・アルバム。

## 概要
前作『LOVE FIXXXER』より約3年振りにリリースされたオリジナル・アルバム。
タイトルの意味は「間に合った？」であり、アルバム制作が大幅に遅れた気持ちをストレートに表現している。
作曲に半年、作詞に1年以上の歳月を費やした作品である。
ゴスペルやトラディショナル・フォークの要素を取り込んでいる。
2020年2月20日に解散が発表されたため、CANTAとしては最後のオリジナル・アルバムとなった。

## 収録曲
（全作詞・作曲：ルーク篁）
1. D.N.A
2. DA・YO・NE? KA・MO・NE…
3. Old & Hopeful
4. プライド
5. Where were we?
6. Ready for the love I need
7. Without you
8. 反逆のハードロッカー ～k・i・r・i・g・i・r・i・s・u～
9. Come alive
10. Resurrection
11. Let it shine